# Орликіада
Орликіада — інтелектуально-мистецький пластовий змаг, що проводиться щороку в кінці жовтня — на початку листопаду на визначену тему з українознавства.

## Загальне
Змаг було започатковано пластовим куренем «Орликівці» ще в 1962 році в Америці, а з 1993 року він проводиться і в Україні.
Його назва походить від прізвища Орлик. А сам змаг присвячений вшануванню пам'яті Пилипа і Григора Орликів, які захищали інтереси своєї Батьківщини, будучи поза її межами. Для Пластунів це важливий приклад, бо самовдосконалення в пластовому житті це не лише фізичний, а й інтелектуальний розвиток. Щоб покращити себе, своє оточення, громаду і майбутнє своєї держави, пластун мусить вдосконалювати себе як людину, що думає, що знає, яка щоденно просвітлює себе і передає це знання іншим.
Захід відрізняється від усіх пластових акцій поєднанням багатьох конкурсів (есе, експонатів, добрих діл, мистецьких виступів, дебатів, інтелектуальних змагів, теренових ігор…). Змагання проходить як в командному, так і в індивідуальному видах.

## Види

### Командний
Це боротьба між командами з різних куренів та станиць. Основне те, що під час підготовки і змагу, курінь чи команда певної станиці (далі команда) має працювати єдино, щоб якнайкраще представити себе на крайовому заході. Команда має готувати спільні есе, добре діло та експонати, виступати з мистецьким виступом, змагатися в теренівці та в інтелектуальному змазі. Важливо, щоб команда навчилася правильно працювати разом, розділяти завдання, дотримуватись правил, бути відповідальними, а з кожним роком показувати лиш найкращі результати.
До команд два обмеження — вікове (учасниками можуть бути пластуни лише від 14 років) та кількісне (до складу команди входить сім юнаків чи юначок та один виховник з УСП чи УПС).

### Індивідуальний
Це виборювання звання Гетьманича чи Гетьманівни юнаком чи юначкою окремо від свого куреня. У цьому конкурсі юнацтво теж представляє свій курінь, показує свої інтелектуальні, мистецькі, провідницькі, організаторські здібності. Виборовши титул, юнак і юначка рік працюють над організацією наступної «Орликіади» у статусі Гетьманича і Гетьманівни, а також усе життя носять цей титул того року, коли вони перемогли. І під час підготовки, і під час змагу, і після перемоги юнацтво набирається нових знань, може проявити себе на крайовому рівні, але й зуміти виявити свої можливості.
Організатори мають за мету не тільки вибрати найкращих, але й дати усім кандидатам нові знання та можливість виразити свої особисті та провідницькі якості. Кандидати мають ряд різних завдань: есе, проєкти, відповіді на питання, експонати, дебати, виступи на сцені, співбесіда з журі та інші.
Кандидати мають свою програму, свої завдання, тому не можуть бути задіяні в команді. Обмеження кандидатів лише у віці — від 14 до 18 років. Спочатку усі команди та кандидати на Гетьманича та Гетьманівну виконують попередні завдання. Тут проводиться відбір чотирнадцяти команд, котрі стають учасниками в основному змазі, та найкращих з кандидатів. Ті бали, що були набрані у відбірковому турі, враховуються і під час основного змагу. 2 команди, які наберуть найнижчі результати під час основного змагання, не допускаються до боротьби наступного року. Попередні завдання для команд — есе, добре діло та експонат. Кандидати у відбірковому турі мають для виконання есе та проєкт. Після відбіркового туру учасники отримують друге завдання, яке вже орієнтує їх на підготовку безпосередньо до змагу. На місці проведення Орликіади команди змагаються в тереновій грі, інтелектуальному змазі, змазі на найкращий експонат та, традиційно, у театральних виступах, тоді як кандидати пройдуть через такі випробування: добре діло, творче завдання, дебати, інтерв'ю з журі, інші завдання.
«Орликіда» — захід, що надає юнацтву можливість вдосконалити себе, почерпнути нові знання про свій народ, виразити себе творчо, представити себе і свою команду, курінь, станицю на крайовому рівні, розвинути свої провідницькі, організаторські та мистецькі здібності.

## Історія
Історія «Орликіади» близько пов'язана з відновленням діяльності Пласту в діаспорі після Другої світової війни. У 1946 році у переселенських таборах на території Німеччини під окупаційною владою знаходиться багато українців, серед яких є велика кількість пластунів. Ці пластуни вирішують не тільки відновити пластування в діаспорі, а й створити новий курінь, патроном якого обрали Григора Орлика. Не всім одразу зрозуміло, чому вибрали саме його, але ті, котрі вже читали історію «Григора Орлика», розуміють. Ті ж, котрі котрі ще не мали нагоди цього зробити, вияснимо коротенько: Григор Орлик був одним з тих, хто не розгубився в обставинах, важких для України. Він працював, як емісар України на чужині, старався посприяти посиленню пропаганди про Україну серед європейських провідників. Григор Орлик захищав інтереси своєї батьківщини інтелектуальним шляхом. Для пластунів це важливий приклад, бо самовдосконаленняв пластовому житті — це не тільки фізичний, але й інтелектуальний розвиток. Щоб покращити себе, своє оточення, свою громаду, своє суспільство, врешті, майбутність своєї держави, пластун має вдосконалювати себе як людину, що мислить, вчиться щоденно сама і передає знання іншим. Пошук знання — це пошук правди. А тільки на правді можна будувати майбутність особи і держави.
Щороку на "Орликіаді" вибирають Гетьманича та Гетьманівну, тих двох осіб, які виявляють надзвичайну пластову поставу і діяльність, є провідними громадськими діячами (тобто тих, хто доказують свою не байдужість до світу поза рамками пластової програми) і мають високий інтелектуальний рівень. Ці пластуни і пластунки стануть з таким почесним титулом не тільки важливі в організації наступної «Орликіади», а й будуть прикладом для цілої пластової родини. До цього доводить тяжка праця та сильне пластове та моральне виховання.
Є дуже яскраві приклади Гетьманичів та Гетьманівен з Америки, Канади, Австралії, а потім і України, які стали надзвичайними провідниками як на пластовому, так і на державному рівні. Це люди, які викликають повагу та яким стараються дорівнятись наступні покоління пластунів.
Сьогодні вже ніби минула історія пригноблення держави і молоді. Тепер молодь України має такі можливості, про які Григор Орлик та навіть перші «Орликівці» у Німеччині могли лише мріяти. Але тепер перед нами є можливість будувати далі державу, гідну нас та якої гідні ми. Це може статися лише тоді, коли кожна людина удосконалює себе потрібними знаннями.